# Saint-Algis
Saint-Algis è un comune francese di 165 abitanti situato nel dipartimento dell'Aisne della regione dell'Alta Francia.
Il nome del villaggio è antichissimo e deriva dal convento fondato dal monaco irlandese Sant'Adalgisio, vissuto nel VII secolo, attorno al quale si sviluppò il villaggio. Sulla costa settentrionale della Francia esistono numerose località con nomi di monaci irlandesi che testimoniano la diffusione della predicazione di questi religiosi nell'alto medioevo (come Saint-Fiacre en Brie).

## Società

### Evoluzione demografica
Abitanti censiti